# F. William Engdahl

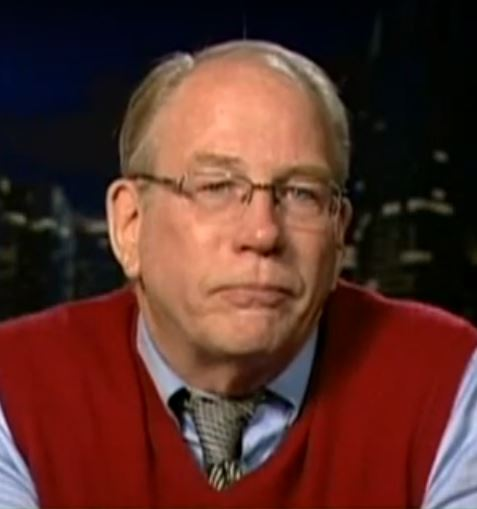
Frederick William Engdahl

Frederick William Engdahl, üblich: F. William Engdahl (* 9. August 1944 in Minneapolis), ist ein deutsch-US-amerikanischer Autor und  Wirtschaftsjournalist. Seine Bücher erscheinen seit 2006 im Kopp Verlag.

## Leben
Engdahl ist der Sohn von F. William Engdahl, Sr. und Ruth Aalund (geb. Rishoff) und wuchs in Texas auf. Er studierte Ingenieurwissenschaft und Jura an der Princeton University bis 1966 (BA) sowie von 1969 bis 1970 als Aufbaustudiengang Wirtschaftswissenschaften an der Universität Stockholm mit dem Schwerpunkt „internationale Wirtschaftsbeziehungen“.
Er wurde als Wirtschaftsjournalist tätig mit dem Schwerpunkt auf Öl-, Energie- und Wirtschaftspolitik. Seine Beiträge erscheinen in einer Reihe von Tageszeitungen und Wirtschaftspublikationen wie in Asia Times, FinancialSense.com, Asia Inc., GlobalResearch (Michel Chossudovsky), 321Gold.com, Nihon Keizai Shimbun und Foresight Magazine.
Außerdem publizierte er in der linken Wochenzeitung Freitag, im Schweizer Periodikum Zeit-Fragen des Vereins zur Förderung der Psychologischen Menschenkenntnis, früher auch in der Wochenzeitschrift Neue Solidarität der Bürgerrechtsbewegung Solidarität (BüSo). Mittlerweile hat sich Engdahl von BüSo abgewandt und veröffentlicht seit 2006 nicht mehr bei Zeit-Fragen.
Seit 1987 ist er mit Ingeborg Rasche verheiratet und lebt in Deutschland. Engdahl war 2007/08 als Dozent für Wirtschaftsenglisch an der Fachhochschule Wiesbaden beschäftigt. Er ist als Berater für den Erdölmarkt und für Wirtschaftsstrategie mit seinem Unternehmen Engdahl Strategic Risk Consulting tätig.

## Thesen
In seinen Artikeln und Sachbüchern hat er sich mit geopolitischen und politökonomischen Themen befasst, von der Rolle der globalen Öl- und Energiewirtschaft bis hin zum Dollar und der globalen Landwirtschaft. Engdahls Mit der Ölwaffe zur Weltmacht erzählt die Geschichte des Erdöls, das nach Engdahl zur Waffe um die Weltherrschaft geworden sei.
Engdahl behauptet, die Ölkrise von 1973 sei im Rahmen der Bilderberg-Konferenz auf Saltsjöbaden systematisch vorbereitet worden. Die Gründung der Grünen gehe auf einen Versuch der Energiewirtschaft zurück, die in den 1950er-Jahren aufkommende Kernkraftkonkurrenz zu bekämpfen.
Ein unmittelbar bevorstehendes Fördermaximum der Ölvorräte, wie es die Befürworter der Peak-Oil-Theorie vertreten, hält Engdahl mit dem Hinweis auf weitere Ölvorkommen angeblich abiotischen Ursprungs für unwahrscheinlich und daher für ökonomisch motiviert.
In einer Monographie aus dem Jahr 2006 wirft Engdahl den Konzernen Monsanto, Syngenta, Dow Chemical, DuPont sowie der Rockefeller-Stiftung vor, mit ihrem Engagement für Grüne Gentechnik langfristig eine Kontrolle über den Nahrungsmittelmarkt mit genetisch verändertem Saatgut erlangen zu wollen.
Ein Watchdog der rechten Szene bezeichnete Engdahl als Anhänger der Politsekte von Lyndon LaRouche und bezeichnete ihn nebenbei als Faschisten. Engdahl war im Advisory Board von Veterans Today, einer antisemitischen Verschwörungstheorie-Webseite, gelistet. Zudem war er im Beratungsgremium der Publikationen des Verschwörungstheoretikers Michel Chossudovsky
Walter Laqueur schrieb, nach Ansicht dieses „Berufsantiamerikaners“ seien „sämtliche Staatsstreiche und Revolutionen auf der Welt von der CIA angezettelt worden“.

## Schriften (Auswahl)
Folgende Bücher werden vom Kopp Verlag, Rottenburg vertrieben:
- Die Denkfabriken. Wie eine unsichtbare Macht Politik und Mainstream-Medien manipuliert. Kopp Verlag, Rottenburg 2015, ISBN 978-3-86445-216-1.
- China in Gefahr. Wie die angloamerikanische Elite die neue eurasische Großmacht ausschalten will. Kopp Verlag, Rottenburg 2014, 302 S., ISBN 3-86445-099-3.
- Der Untergang des Dollar-Imperiums. Die verborgene Geschichte des Geldes und die geheime Macht des Money Trusts. Kopp Verlag, Rottenburg 2009, gebunden, 432 S., ISBN 978-3-938516-89-8
- Apokalypse Jetzt! Washingtons geheime Geopolitik. Kopp Verlag, Rottenburg  2007, ISBN 978-3-938516-54-6
- Mit der Ölwaffe zur Weltmacht. Der Weg zur neuen Weltordnung. Kopp Verlag, Rottenburg 2006, ISBN 3-938516-19-4 Auszug.
- Saat der Zerstörung. Die dunkle Seite der Gen-Manipulation. Kopp Verlag, Rottenburg 2006, ISBN 3-938516-34-8.
- Wie kann der Mittelstand die Globalisierung bestehen? In: Eberhard Hamer und Eike Hamer (Hrsg.): Der Weltgeldbetrug. Aton Verlag, Unna 2005, ISBN 3-9809478-1-5.
- Amerikas heiliger Krieg. Was die USA mit dem „Krieg gegen den Terror“ wirklich bezwecken. Kopp Verlag, Rottenburg 2014. ISBN 978-3-86445-124-9.
- Krieg in der Ukraine. Die Chronik einer geplanten Katastrophe. Kopp Verlag, Rottenburg 2014. ISBN 978-3-86445-226-0.
- Geheimakte NGOs. Wie die Tarnorganisationen der CIA Revolutionen, Umstürze und Kriege anzetteln, Kopp Verlag, Rottenburg 2017, ISBN 978-3-86445-478-3.